# 1. Fußball-Club Kaiserslautern 2012-2013
Questa voce raccoglie le informazioni riguardanti il 1. Fußball-Club Kaiserslautern nelle competizioni ufficiali della stagione 2012-2013.

## Stagione
Nella stagione 2012-2013 il Kaiserslautern, allenato da Franco Foda, concluse il campionato di 2. Bundesliga al 3º posto. Perse i play-off promozione con l'Hoffenheim. In Coppa di Germania il Kaiserslautern fu eliminato al secondo turno dal Bayern Monaco.

## Rosa
| N. |                      | Ruolo | Calciatore           |
| -- | -------------------- | ----- | -------------------- |
| 1  | Germania (bandiera)  | P     | Tobias Sippel        |
| 2  | Rep. Ceca (bandiera) | D     | Jan Šimůnek          |
| 4  | Polonia (bandiera)   | C     | Ariel Borysiuk       |
| 5  | Kosovo (bandiera)    | C     | Enis Alushi          |
| 6  | Germania (bandiera)  | D     | Mathias Abel         |
| 7  | Germania (bandiera)  | C     | Mimoun Azaouagh      |
| 8  | Camerun (bandiera)   | A     | Mohamadou Idrissou   |
| 9  | Germania (bandiera)  | C     | Alexander Baumjohann |
| 10 | Kosovo (bandiera)    | A     | Albert Bunjaku       |
| 11 | Austria (bandiera)   | A     | Erwin Hoffer         |
| 13 | Germania (bandiera)  | D     | Florian Riedel       |
| 14 | Tunisia (bandiera)   | D     | Enis Hajri           |
| 15 | Spagna (bandiera)    | D     | Marc Torrejón        |
| 17 | Germania (bandiera)  | D     | Alexander Bugera     |
| 18 | Algeria (bandiera)   | C     | Chadli Amri          |
| 19 | Germania (bandiera)  | C     | Denis Linsmayer      |
| 20 | Germania (bandiera)  | C     | Mitchell Weiser      |

| N. |                     | Ruolo | Calciatore         |
| -- | ------------------- | ----- | ------------------ |
| 21 | Germania (bandiera) | C     | Pierre De Wit      |
| 22 | Germania (bandiera) | P     | David Hohs         |
| 23 | Germania (bandiera) | D     | Florian Dick       |
| 24 | Germania (bandiera) | A     | Sascha Wolfert     |
| 25 | Germania (bandiera) | C     | Benjamin Köhler    |
| 26 | Germania (bandiera) | C     | Steven Zellner     |
| 27 | Germania (bandiera) | C     | Mario Pokar        |
| 28 | Grecia (bandiera)   | C     | Kōstas Fortounīs   |
| 29 | Ghana (bandiera)    | A     | Kwame Nsor         |
| 30 | Austria (bandiera)  | C     | Christopher Drazan |
| 31 | Germania (bandiera) | D     | Chris Löwe         |
| 32 | Germania (bandiera) | P     | Marius Müller      |
| 33 | Germania (bandiera) | D     | Dominique Heintz   |
| 34 | Ungheria (bandiera) | D     | Willi Orbán        |
| 35 | Germania (bandiera) | A     | Julian Derstroff   |
| 37 | Germania (bandiera) | C     | Markus Karl        |

## Organigramma societario
Area tecnica
- Allenatore: Franco Foda
- Allenatore in seconda: Thomas Kristl, Michael Sulzmann
- Preparatore dei portieri: Gerald Ehrmann
- Preparatori atletici:
- Analisi video: Martin Raschick

## Calciomercato

### Sessione estiva
| Acquisti | Acquisti             | Acquisti              | Acquisti |
| R.       | Nome                 | da                    | Modalità |
| -------- | -------------------- | --------------------- | -------- |
| D        | Florian Riedel       | Osnabrück             |          |
| D        | Marc Torrejón        | Racing Santander      |          |
| C        | Alexander Baumjohann | Schalke 04            |          |
| A        | Mohamadou Idrissou   | Eintracht Francoforte |          |
| C        | Enis Alushi          | Paderborn             |          |
| C        | Chadli Amri          | FSV Francoforte       |          |
| C        | Mimoun Azaouagh      | Bochum                |          |
| A        | Albert Bunjaku       | Norimberga            |          |
| D        | Enis Hajri           | Henan                 |          |
| P        | David Hohs           | Alemannia Aquisgrana  |          |
| A        | Ilijan Micanski      | FSV Francoforte       |          |
| A        | Kwame Nsor           | Metz                  |          |
| C        | Gil Vermouth         | De Graafschap         |          |
| C        | Hendrick Zuck        | Kaiserslautern II     |          |

| Cessioni | Cessioni            | Cessioni              | Cessioni |
| R.       | Nome                | a                     | Modalità |
| -------- | ------------------- | --------------------- | -------- |
| C        | Gil Vermouth        | Hapoel Tel Aviv       |          |
| D        | Rodnei              | Salisburgo            |          |
| A        | Andrew Wooten       | Sandhausen            |          |
| A        | Itay Shechter       | Swansea City          |          |
| C        | Christian Tiffert   | Seattle Sounders      |          |
| A        | Jakub Świerczok     | Piast Gliwice         |          |
| A        | Nicolai Jørgensen   | Copenaghen            |          |
| C        | Oliver Kirch        | Borussia Dortmund     |          |
| P        | Marco Knaller       | Wolfsberger           |          |
| A        | Dorge Kouemaha      | Club Bruges           |          |
| D        | Lucas               | Vasas                 |          |
| C        | Athanasios Petsos   | Greuther Fürth        |          |
| C        | Olcay Şahan         | Beşiktaş              |          |
| C        | Alan Stulin         | GKS Bełchatów         |          |
| A        | Richard Sukuta-Pasu | Sturm Graz            |          |
| P        | Kevin Trapp         | Eintracht Francoforte |          |
| A        | Sandro Wagner       | Hertha Berlino        |          |

### Sessione invernale
| Acquisti | Acquisti           | Acquisti              | Acquisti |
| R.       | Nome               | da                    | Modalità |
| -------- | ------------------ | --------------------- | -------- |
| A        | Erwin Hoffer       | Eintracht Francoforte |          |
| C        | Markus Karl        | Union Berlino         |          |
| C        | Benjamin Köhler    | Eintracht Francoforte |          |
| D        | Chris Löwe         | Borussia Dortmund     |          |
| C        | Christopher Drazan | Rapid Vienna          |          |
| C        | Mitchell Weiser    | Bayern Monaco         |          |

| Cessioni | Cessioni        | Cessioni      | Cessioni |
| R.       | Nome            | a             | Modalità |
| -------- | --------------- | ------------- | -------- |
| A        | Ilijan Micanski | Ingolstadt 04 |          |
| C        | Hendrick Zuck   | Friburgo      |          |
| D        | Leon Jessen     | Ingolstadt 04 |          |
| D        | Anthar Yahia    | Espérance     |          |

## Risultati

### 2. Bundesliga

#### Girone di andata
| Arbitro: | Stieler |

|                            |           |                                      |
| Idrissou 58’, 72’ Zuck 86’ | Marcatori | 47’ Parensen 54’ Zoundi 90’ Pfertzel |

| Arbitro: | Siebert |

|                   |           |                         |
| Dausch 24’ (rig.) | Marcatori | 17’ (rig.), 44’ Bunjaku |

| Kaiserslautern 26 agosto 2012, ore 13:30 CEST 3ª giornata | Kaiserslautern | 0 – 0 referto | Monaco 1860 | Fritz-Walter-Stadion (37 571 spett.)\| Arbitro: \| Schmidt \| |
| Arbitro:                                                  | Schmidt        |               |             |                                                               |

| Arbitro: | Willenborg |

|          |           |                                |
| Poté 67’ | Marcatori | 28’, 74’ Bunjaku 82’ Fortounis |

| Arbitro: | Leicher |

|                       |           |                 |
| Zuck 41’ Azaouagh 81’ | Marcatori | 62’ Domovčijski |

| Arbitro: | Kinhöfer |

|                     |           |           |
| Idrissou 66’ (rig.) | Marcatori | 69’ Ronny |

| Arbitro: | Osmers |

|            |           |                            |
| Tasaka 84’ | Marcatori | 36’ Fortounis 65’ Idrissou |

| Arbitro: | Siebert |

|          |           |           |
| Dick 25’ | Marcatori | 75’ Ademi |

| Arbitro: | Grudzinski |

|               |           |             |
| Schäffler 80’ | Marcatori | 68’ Bunjaku |

| Arbitro: | Steuer |

|                                   |           |             |
| Idrissou 4’ Bunjaku 24’ Hajri 90’ | Marcatori | 9’ Pischorn |

| Arbitro: | Stark |

|                                        |           |                                 |
| Chihi 23’ (rig.) Clemens 43’ Royer 75’ | Marcatori | 9’ Baumjohann 60’, 88’ Idrissou |

| Arbitro: | Hartmann |

|                                          |           |                 |
| Zuck 7’ Baumjohann 36’, 79’ Idrissou 81’ | Marcatori | 23’ Hochscheidt |

| Arbitro: | Winkmann |

|                   |           |                     |
| Jessen 57’ (aut.) | Marcatori | 67’ (rig.) Idrissou |

| Arbitro: | Kircher |

|          |           |  |
| Zuck 13’ | Marcatori |  |

| Arbitro: | Leicher |

|  |           |                    |
|  | Marcatori | 18’ (rig.) Bunjaku |

| Arbitro: | Wingenbach |

|             |           |          |
| Bunjaku 45’ | Marcatori | 14’ Haag |

| Arbitro: | Stark |

|             |           |  |
| Ginczek 67’ | Marcatori |  |

#### Girone di ritorno
| Arbitro: | Schmidt |

|                  |           |  |
| Terodde 43’, 66’ | Marcatori |  |

| Arbitro: | Weiner |

|  |           |               |
|  | Marcatori | 45’ Valentini |

| Arbitro: | Siebert |

|  |           |            |
|  | Marcatori | 87’ Riedel |

| Arbitro: | Aytekin |

|                                  |           |  |
| Karl 24’ Idrissou 40’ Hoffer 81’ | Marcatori |  |

| Duisburg 17 febbraio 2013, ore 13:30 CET 22ª giornata | Duisburg  | 0 – 0 referto | Kaiserslautern | Schauinsland-Reisen-Arena (13 725 spett.)\| Arbitro: \| Schriever \| |
| Arbitro:                                              | Schriever |               |                |                                                                      |

| Arbitro: | Welz |

|           |           |  |
| Kluge 68’ | Marcatori |  |

| Kaiserslautern 2 marzo 2013, ore 13:00 CET 24ª giornata | Kaiserslautern | 0 – 0 referto | Bochum | Fritz-Walter-Stadion (26 896 spett.)\| Arbitro: \| Perl \| |
| Arbitro:                                                | Perl           |               |        |                                                            |

| Arbitro: | Fritz |

|             |           |            |
| Kumbela 78’ | Marcatori | 44’ Weiser |

| Arbitro: | Steinhaus-Webb |

|                                      |           |  |
| Bunjaku 42’ (rig.), 71’ Idrissou 87’ | Marcatori |  |

| Arbitro: | Dankert |

|                   |           |              |
| Sippel 67’ (aut.) | Marcatori | 18’ Idrissou |

| Arbitro: | Aytekin |

|                               |           |  |
| Idrissou 41’, 79’ Šimůnek 50’ | Marcatori |  |

| Arbitro: | Zwayer |

|              |           |                |
| Schlitte 83’ | Marcatori | 22’ Baumjohann |

| Arbitro: | Stieler |

|                                        |           |  |
| Weiser 18’ Idrissou 54’ Baumjohann 81’ | Marcatori |  |

| Arbitro: | Stark |

|                                                   |           |                                 |
| Banović 32’ (rig.) Sanogo 53’, 90’ Fomitschow 81’ | Marcatori | 50’ Idrissou 86’ (rig.) Bunjaku |

| Arbitro: | Weiner |

|                                          |           |              |
| Bunjaku 27’, 45’ Torrejón 40’ Köhler 45’ | Marcatori | 85’ Kapllani |

| Arbitro: | Kinhöfer |

|             |           |                                   |
| Ziereis 27’ | Marcatori | 12’ Hoffer 20’ Idrissou 84’ Orbán |

| Arbitro: | Hartmann |

|            |           |                       |
| Hoffer 71’ | Marcatori | 15’ Daube 33’ Ginczek |

### Play-off
| Arbitro: | Brych |

|                                 |           |              |
| Firmino 12’, 29’ Schipplock 67’ | Marcatori | 58’ Idrissou |

| Arbitro: | Meyer |

|                |           |                             |
| Baumjohann 65’ | Marcatori | 44’ Abraham 74’ Vestergaard |

### Coppa di Germania
| Arbitro: | Steuer |

|          |           |                                    |
| Plat 77’ | Marcatori | 50’ Bunjaku 56’ Zuck 90’ Fortounis |

| Arbitro: | Siebert |

|                                  |           |  |
| Pizarro 11’, 58’ Robben 49’, 88’ | Marcatori |  |

## Statistiche

### Statistiche di squadra
| Competizione      | Punti | In casa | In casa | In casa | In casa | In casa | In casa | In trasferta | In trasferta | In trasferta | In trasferta | In trasferta | In trasferta | Totale | Totale | Totale | Totale | Totale | Totale | DR  |
| Competizione      | Punti | G       | V       | N       | P       | Gf      | Gs      | G            | V            | N            | P            | Gf           | Gs           | G      | V      | N      | P      | Gf     | Gs     | DR  |
| ----------------- | ----- | ------- | ------- | ------- | ------- | ------- | ------- | ------------ | ------------ | ------------ | ------------ | ------------ | ------------ | ------ | ------ | ------ | ------ | ------ | ------ | --- |
| 2. Bundesliga     | 58    | 17      | 9       | 6       | 2       | 33      | 13      | 17           | 6            | 7            | 4            | 22           | 20           | 34     | 15     | 13     | 6      | 55     | 33     | +22 |
| Play-off          | -     | 1       | 0       | 0       | 1       | 1       | 2       | 1            | 0            | 0            | 1            | 1            | 3            | 2      | 0      | 0      | 2      | 2      | 5      | -3  |
| Coppa di Germania | -     | 0       | 0       | 0       | 0       | 0       | 0       | 2            | 1            | 0            | 1            | 3            | 5            | 2      | 1      | 0      | 1      | 3      | 5      | -2  |
| Totale            | 58    | 18      | 9       | 6       | 3       | 34      | 15      | 20           | 7            | 7            | 6            | 26           | 28           | 38     | 16     | 13     | 9      | 60     | 43     | +17 |

### Andamento in campionato
| Giornata  | 1 | 2 | 3 | 4 | 5 | 6 | 7 | 8 | 9 | 10 | 11 | 12 | 13 | 14 | 15 | 16 | 17 | 18 | 19 | 20 | 21 | 22 | 23 | 24 | 25 | 26 | 27 | 28 | 29 | 30 | 31 | 32 | 33 | 34 |
| --------- | - | - | - | - | - | - | - | - | - | -- | -- | -- | -- | -- | -- | -- | -- | -- | -- | -- | -- | -- | -- | -- | -- | -- | -- | -- | -- | -- | -- | -- | -- | -- |
| Luogo     | C | T | C | T | C | C | T | C | T | C  | T  | C  | T  | C  | T  | C  | T  | T  | C  | T  | C  | T  | T  | C  | T  | C  | T  | C  | T  | C  | T  | C  | T  | C  |
| Risultato | N | V | N | V | V | N | V | N | N | V  | N  | V  | N  | V  | V  | N  | P  | P  | P  | V  | V  | N  | P  | N  | N  | V  | N  | V  | N  | V  | P  | V  | V  | P  |
| Posizione | 5 | 5 | 6 | 5 | 4 | 4 | 3 | 4 | 3 | 3  | 3  | 2  | 3  | 3  | 3  | 3  | 3  | 3  | 3  | 3  | 3  | 3  | 3  | 3  | 3  | 3  | 4  | 3  | 3  | 3  | 3  | 3  | 3  | 3  |

Legenda:

Luogo: C = Casa; T = Trasferta. Risultato: V = Vittoria; N = Pareggio; P = Sconfitta.

### Statistiche dei giocatori
| Giocatore     | 2. Bundesliga | 2. Bundesliga | 2. Bundesliga | 2. Bundesliga | Play-off | Play-off | Play-off    | Play-off   | Coppa di Germania | Coppa di Germania | Coppa di Germania | Coppa di Germania | Totale   | Totale | Totale      | Totale     |
| Giocatore     | Presenze      | Reti          | Ammonizioni   | Espulsioni    | Presenze | Reti     | Ammonizioni | Espulsioni | Presenze          | Reti              | Ammonizioni       | Espulsioni        | Presenze | Reti   | Ammonizioni | Espulsioni |
| ------------- | ------------- | ------------- | ------------- | ------------- | -------- | -------- | ----------- | ---------- | ----------------- | ----------------- | ----------------- | ----------------- | -------- | ------ | ----------- | ---------- |
| M. Abel       | 7             | 0             | 0             | 0             | 0        | 0        | 0           | 0          | 1                 | 0                 | 0                 | 0                 | 8        | 0      | 0           | 0          |
| E. Alushi     | 7             | 0             | 2             | 0             | 0        | 0        | 0           | 0          | 1                 | 0                 | 0                 | 0                 | 8        | 0      | 2           | 0          |
| C. Amri       | 0             | 0             | 0             | 0             | 0        | 0        | 0           | 0          | 0                 | 0                 | 0                 | 0                 | 0        | 0      | 0           | 0          |
| M. Azaouagh   | 15            | 1             | 3             | 0             | 0        | 0        | 0           | 0          | 1                 | 0                 | 0                 | 0                 | 16       | 1      | 3           | 0          |
| A. Baumjohann | 25            | 5             | 3             | 1             | 2        | 1        | 1           | 0          | 1                 | 0                 | 0                 | 0                 | 28       | 6      | 4           | 1          |
| A. Borysiuk   | 28            | 0             | 9             | 0             | 2        | 0        | 1           | 0          | 1                 | 0                 | 0                 | 0                 | 31       | 0      | 10          | 0          |
| A. Bugera     | 9             | 0             | 0             | 0             | 0        | 0        | 0           | 0          | 1                 | 0                 | 0                 | 0                 | 10       | 0      | 0           | 0          |
| A. Bunjaku    | 28            | 13            | 2             | 0             | 2        | 0        | 0           | 0          | 1                 | 1                 | 1                 | 0                 | 31       | 14     | 3           | 0          |
| P. De Wit     | 2             | 0             | 0             | 0             | 0        | 0        | 0           | 0          | 0                 | 0                 | 0                 | 0                 | 2        | 0      | 0           | 0          |
| J. Derstroff  | 7             | 0             | 0             | 0             | 0        | 0        | 0           | 0          | 1                 | 0                 | 0                 | 0                 | 8        | 0      | 0           | 0          |
| F. Dick       | 33            | 1             | 8             | 0             | 2        | 0        | 1           | 0          | 2                 | 0                 | 0                 | 0                 | 37       | 1      | 9           | 0          |
| C. Drazan     | 8             | 0             | 1             | 0             | 1        | 0        | 0           | 0          | 0                 | 0                 | 0                 | 0                 | 9        | 0      | 1           | 0          |
| K. Fortounis  | 24            | 2             | 2             | 0             | 0        | 0        | 0           | 0          | 2                 | 1                 | 0                 | 0                 | 26       | 3      | 2           | 0          |
| E. Hajri      | 6             | 1             | 0             | 0             | 0        | 0        | 0           | 0          | 1                 | 0                 | 1                 | 0                 | 7        | 1      | 1           | 0          |
| D. Heintz     | 28            | 0             | 5             | 0             | 1        | 0        | 1           | 0          | 1                 | 0                 | 1                 | 0                 | 30       | 0      | 7           | 0          |
| E. Hoffer     | 14            | 3             | 2             | 0             | 2        | 0        | 0           | 0          | 0                 | 0                 | 0                 | 0                 | 16       | 3      | 2           | 0          |
| D. Hohs       | 0             | 0             | 0             | 0             | 0        | 0        | 0           | 0          | 0                 | 0                 | 0                 | 0                 | 0        | 0      | 0           | 0          |
| M. Idrissou   | 32            | 17            | 9             | 1             | 2        | 1        | 1           | 0          | 2                 | 0                 | 0                 | 0                 | 36       | 18     | 10          | 1          |
| L. Jessen     | 12            | 0             | 0             | 0             | 0        | 0        | 0           | 0          | 2                 | 0                 | 0                 | 0                 | 14       | 0      | 0           | 0          |
| M. Karl       | 8             | 1             | 2             | 0             | 0        | 0        | 0           | 0          | 0                 | 0                 | 0                 | 0                 | 8        | 1      | 2           | 0          |
| B. Köhler     | 8             | 1             | 1             | 0             | 0        | 0        | 0           | 0          | 0                 | 0                 | 0                 | 0                 | 8        | 1      | 1           | 0          |
| D. Linsmayer  | 8             | 0             | 2             | 1             | 0        | 0        | 0           | 0          | 1                 | 0                 | 0                 | 0                 | 9        | 0      | 2           | 1          |
| C. Löwe       | 14            | 0             | 2             | 0             | 2        | 0        | 0           | 0          | 0                 | 0                 | 0                 | 0                 | 16       | 0      | 2           | 0          |
| I. Micanski   | 6             | 0             | 3             | 0             | 0        | 0        | 0           | 0          | 0                 | 0                 | 0                 | 0                 | 6        | 0      | 3           | 0          |
| M. Müller     | 0             | 0             | 0             | 0             | 0        | 0        | 0           | 0          | 0                 | 0                 | 0                 | 0                 | 0        | 0      | 0           | 0          |
| K. Nsor       | 8             | 0             | 1             | 0             | 0        | 0        | 0           | 0          | 1                 | 0                 | 0                 | 0                 | 9        | 0      | 1           | 0          |
| W. Orbán      | 7             | 1             | 2             | 0             | 2        | 0        | 0           | 0          | 0                 | 0                 | 0                 | 0                 | 9        | 1      | 2           | 0          |
| M. Pokar      | 0             | 0             | 0             | 0             | 0        | 0        | 0           | 0          | 0                 | 0                 | 0                 | 0                 | 0        | 0      | 0           | 0          |
| F. Riedel     | 11            | 1             | 0             | 1             | 1        | 0        | 0           | 0          | 0                 | 0                 | 0                 | 0                 | 12       | 1      | 0           | 1          |
| T. Sippel     | 34            | 0             | 2             | 0             | 2        | 0        | 1           | 0          | 2                 | 0                 | 0                 | 0                 | 38       | 0      | 3           | 0          |
| T. Torrejón   | 27            | 1             | 3             | 0             | 2        | 0        | 1           | 0          | 1                 | 0                 | 0                 | 0                 | 30       | 1      | 4           | 0          |
| G. Vermouth   | 2             | 0             | 0             | 0             | 0        | 0        | 0           | 0          | 1                 | 0                 | 1                 | 0                 | 3        | 0      | 1           | 0          |
| M. Weiser     | 13            | 2             | 2             | 0             | 2        | 0        | 0           | 0          | 0                 | 0                 | 0                 | 0                 | 15       | 2      | 2           | 0          |
| S. Wolfert    | 2             | 0             | 0             | 0             | 0        | 0        | 0           | 0          | 0                 | 0                 | 0                 | 0                 | 2        | 0      | 0           | 0          |
| A. Yahia      | 2             | 0             | 0             | 0             | 0        | 0        | 0           | 0          | 0                 | 0                 | 0                 | 0                 | 2        | 0      | 0           | 0          |
| S. Zellner    | 11            | 0             | 3             | 0             | 2        | 0        | 0           | 0          | 1                 | 0                 | 0                 | 0                 | 14       | 0      | 3           | 0          |
| H. Zuck       | 18            | 4             | 1             | 0             | 0        | 0        | 0           | 0          | 1                 | 1                 | 0                 | 0                 | 19       | 5      | 1           | 0          |
| J. Šimůnek    | 10            | 1             | 1             | 0             | 0        | 0        | 0           | 0          | 1                 | 0                 | 0                 | 0                 | 11       | 1      | 1           | 0          |